# 하라미즈역
하라미즈역(일본어: 原水駅)은 일본 구마모토현 기쿠치군 기쿠요정에 위치한 규슈 여객철도 호히 본선의 철도역이다. 상대식 승강장 2면 2선의 구조를 갖춘 지상역이다.

## 타는 곳
| 1 | ■ 호히 본선 | (상행) | 구마모토 방면        |
| 2 | ■ 호히 본선 | (하행) | 히고오즈 · 아소 방면 |

## 역 주변
- 기쿠요 정청
- 국도 제57호선

## 역사
- 1920년 7월 25일 : 철도성이 개설.
- 1971년 10월 : 무인화.
- 1987년 4월 1일 : 일본국유철도 분할 민영화에 의해, 규슈 여객철도가 승계.
- 2012년 12월 1일 : 교통계 IC카드 SUGOCA 도입.

## 인접 역
| 호히 본선            | 호히 본선   | 호히 본선            |
| -------------------- | ----------- | -------------------- |
| 산리기 구마모토 방면 | ■ 호히 본선 | 히고오즈 오이타 방면 |